# Penedo (Vila Velha)
Penedo é uma montanha-ilha localizada na baía de Vitória, em Vila Velha, no Espírito Santo. Apesar de situada em um município vizinho, foi tombada como Patrimônio Natural Paisagístico de Vitória. Ergue-se a, aproximadamente, 133 metros de altitude e está situado a nove quilômetros do Palácio Anchieta.

## Descrição
O maciço do Penedo é uma emersão granítica de 135 metros, marco inconfundível da capital do Espírito Santo, localizado na parte continental, na região de Capuaba, em Vila Velha, na foz do rio Aribiri. Seu nome significa rochedo ou penha, porque vem de penhasco ou pedra muito grande. Tem grande valor histórico para Vitória porque foi um dos grandes pilares da defesa da colônia contra as incursões estrangeiras, no período dos descobrimentos. Na sua face voltada para a cidade, foi instalado um argolão que sustentou a corrente que se estendia desde o Forte de São João (lado da ilha). Foi onde o corsário neerlandês Thomas Cavendish, caiu barrado e prisioneiro e perdeu cerca de oitenta homens.
Apesar da importância e da bela presença que nos fala de um passado glorioso, sofreu algumas agressões, como por exemplo, a construção da torre de linhas elétricas de alta tensão, depois demolida pela Escelsa, em 1998. Pouco tempo depois, após a construção da subestação de Bento Ferreira que passou a suprir de energia a capital, foi beneficiado com a iluminação especial deste marco natural, da Pedra dos Olhos, da Catedral Metropolitana, a Terceira Ponte e alguns edifícios modernos da praia do Suá. Mas outros danos foram a ele causados como as obras de ampliação do porto a partir de 1976, quando houve cortes e extração de granito que deu origem ao berço de Capuaba. Em razão disso a autoridades competentes, avocaram em sua defesa o artigo 180, parágrafo único que declara: “Ficam sob proteção do Poder Público, os documentos e os locais de valor histórico ou artístico, os monumentos e as paisagens naturais notáveis, bem como, as jazidas arqueológicas”.
Em, 1986, o Penedo foi tombado pelo Conselho Estadual de Cultura (CEC) como Patrimônio do Estado. Em 1996, recebeu iluminação artificial, que consta de doze focos concentrados com lâmpadas de vapor de mercúrio de mil watts cada. Essa nova iluminação voltada para a cidade teve os postes instalados na avenida Vitória e é acionada por células fotoelétricas.

## História
Durante o período colonial, antes de ter o seu nome fixado, o Penedo costumava ser chamado de outros nomes. Alguns mapas do Espírito Santo Colonial, mostram o maciço sendo chamado de Penedo Grande, como no caso do mapa mais antigo dedicado ao Espírito Santo, feito em cerca de 1590 por Luis Teixeira . Em outros casos, ele é chamado até mesmo de Pão de Açúcar, como no mapa da Capitania do Spirito Santo, de 1631, feito por João Teixeira Albernaz, o Velho.

No início da colonização, o Penedo ganhou muito interesse entre os portugueses, por sua imponência e localização privilegiada na entrada da baía, pouco antes de onde foi fundada a Vila de Vitória. No Tratado descriptivo do Brazil, de 1587, Gabriel Soares de Souza escreve:
Defronte da vila do Espírito Santo [Vitória], da banda da Vila Velha, está um penedo mui alto a pique sobre o rio, ao pé do qual se não acha fundo; é capaz este penedo para se edificar sobre ele uma fortaleza, o que se pode fazer com pouca despesa, da qual se pode defender este rio ao poder do mundo todo.
Não há registro de construção de fortificações no Penedo, mas houve um forte que ficava do outro lado do canal, de frente para ele, o Forte São João. Entre o Forte e o Penedo, no passado, costumava-se estender uma grossa corrente de ferro para impedir a passagem de navios indesejados, a fim de proteger a vila de Vitória.

## Unidade de conservação
Em 5 de junho de 2017, comemorou-se 10 anos da instituição da Unidade de Conservação do Morro do Penedo — criado em 2007, no governo anterior do prefeito Max Filho. Ainda aguardava-se pela implementação do Projeto de Qualificação Turística e Ambiental Monumento Natural Morro do Penedo, feito pelo arquiteto Marcello Lindgren.
Em 15 de julho de 2020, o Conselho do Monumento Natural Morro do Penedo (CMNMMP) se reuniu para conhecer o novo projeto realizado pela Avantec Engenharia, vencedora da licitação para elaboração do projeto de infraestrutura do local, que contará, entre outros atrativos, com guarita, mirante, trilhas e um deck voltado para a baía de Vitória. O projeto executivo deve ser colocada em consulta pública para que a população conheça e avalie o projeto.